# OptecNet Deutschland
OptecNet Deutschland e. V. ist der Zusammenschluss acht regionaler Cluster im Bereich der Optischen Technologien. Er repräsentiert die Cluster Optische Technologien auf nationaler und internationaler Ebene. Der Verein wurde im Jahr 2001 mit Unterstützung des Bundesministeriums für Bildung und Forschung (BMBF) im Rahmen des „Förderprogramms Optische Technologien“ eingerichtet.

## Aufgaben
Tätigkeitsschwerpunkte sind die Vernetzung von Wirtschaft und Wissenschaft, Initiierung von Kooperationen und Innovationsprozessen, Start-up-Unterstützung, Aus- und Weiterbildungsangeboten sowie Technologie-Marketing. Die regionalen Netze vereinen bundesweit mehr als 500 Mitglieder aus Wirtschaft, Wissenschaft, Bildung, Beratung und Finanzen. Das gemeinsame Ziel ist die nachhaltige Weiterentwicklung der Optischen Technologien in Deutschland.
Die Cluster bieten ihren Mitgliedern eine Kommunikationsplattform, auf der neue persönliche Kontakte geknüpft und das Know-how der Akteure gebündelt und nutzbar gemacht werden soll. Partnern, die im vor- und außerwettbewerblichen Bereich eng kooperieren, soll die Möglichkeit geboten werden, strategische Allianzen zu bilden und auf landespolitischer Ebene gemeinsam und koordiniert zu agieren.

## Organisation
Die regionalen Netze sind Mitglieder des Vereins OptecNet Deutschland e. V. mit Sitz in Hannover.
Der bundesweite Zusammenschluss ist Repräsentant und Ansprechpartner der regionalen Netze im Bereich der Optischen Technologien auf nationaler und internationaler Ebene. Er dient der Abstimmung und Bündelung regionaler Aktivitäten, der Entwicklung gemeinsamer Strategien und Handlungsfelder sowie dem regelmäßigen Informations- und Erfahrungsaustausch zwischen den regionalen Kompetenznetzen.
Der Verein wurde vom Bundesministerium für Bildung und Forschung (BMBF) im Rahmen des „Förderprogramms Optische Technologien“ gefördert.

### Mitglieder
- HansePhotonik (Norddeutschland)
- OpTecBB (Berlin-Brandenburg)
- PhotonicNet (Niedersachsen)
- Optech-Net Duisburg (NRW)
- OptoNet (Thüringen)
- Wetzlar Network (Hessen/Rheinland-Pfalz)
- Photonics BW (Baden-Württemberg)
- bayern photonics (Bayern)

### Vorstand
- Vorstände: Andreas Ehrhardt und Horst Sickinger

## Aufgabenspektrum der regionalen Kompetenznetze
- Technologiemanagement
  - Fachgruppen zu thematischen Schwerpunkten
  - Technologieberatung
  - Wissenstransfer
  - Initiierung von Projekten und Kooperationen
  - Informationsrecherchen
  - Informationen zu Fördermöglichkeiten
- Marketing und Kommunikation
  - Informations- und Kommunikationsplattform
  - Gemeinschaftsstände auf nationalen und internationalen Messen, wie z. B. Photonics West (San Francisco, CA, USA), OPTATEC (Frankfurt/Main), Laser World of Photonics (München).
  - Angebots- und Bedarfsanalysen
  - Branchen- und Standortmarketing
  - Öffentlichkeitsarbeit
- Aus- und Weiterbildung
  - Aus- und Weiterbildungsinitiativen und -angebote
  - Nachwuchsförderung
- Start-up-Förderung
  - Unterstützung bei der Businessplan-Erstellung und Kapitalakquisition
  - Vermittlung von Kontakten zu Industrie, Forschung und Finanzdienstleistern